# Приморск (Ленинградская область)
Примо́рск (историческое название до XIX века — Бьёрке, швед. Björkö, с 1920 по 1948 год Ко́йвисто, фин. Koivisto) — город (с 1940) в Выборгском районе Ленинградской области. Административный центр Приморского городского поселения.
Город расположен на берегу Финского залива, в 75 км от Санкт-Петербурга и 48 км от Выборга.

## История

### Предыстория
Археологические раскопки, проводившиеся в XX—XXI веках на территории Приморска и окрестностей, указывают на наличие нескольких стоянок позднего неолита. Также имеются находки, атрибутируемые к культуре ямочно-гребенчатой керамики, примерно второй половины IV тысячелетия до нашей эры.
В IX—X веках возле современного Приморска, на острове Равица, появился торговый пост, подчинённый Кореле. Там останавливались для пополнения припасов купцы, следовавшие по Пути из варяг в греки. К XII веку через эти места шла бойкая торговля. На близлежащих Берёзовых островах были построены склады, причём принадлежащие не только новгородцам и карелам, но и Ганзейскому союзу, а на материковой стороне пролива Бьёркезунд выросло несколько деревень. Первое документальное упоминание этих мест относится к 1268 году, когда ганзейские купцы попросили у новгородцев защиты на участке торгового пути от Берёзовского до устья Невы. И хоть тогда эти земли относились к Корельскому уезду Водской пятины, в договоре от 1270 года Ярослав Ярославич от имени Новгорода гарантировал ганзейским купцам защиту только до Кетлингена. К этому моменту основная торговля переместилась на берега бухты Катерлахти, где обосновалось некоторое количество русских ремесленников и карельских рыбаков и охотников. Там же были построены склады смолы и дёгтя, так что это место иногда даже называли посадом.

### Шведское королевство
По Ореховскому миру 1323 года эта территория в составе погоста Огреба (Эуряпяя) отошла к Швеции, название местности с тех времён стало Бьёрке (швед. Björkö), что было дословным переводом русского названия. На Берёзовых островах появился пост шведской морской охраны. В 1348 году там же, на островах, шведский король Магнус Эрикссон становился лагерем для похода на Орешек. В 1540 году указом короля Густава Вазы была проведена перепись населения для сбора налогов. На тот момент в Бьёрке было 100 домов: 50 на побережье и столько же — на островах. В самом селении Соукка на тот момент была приходская часовня, приписанная к Выборгу, а в 1575 году приход стал самостоятельным. Ещё одна кирха с колокольней была построена в конце XV века, но, согласно местной легенде, её сожгли разбойники, а колокол утопили.
На Карельском перешейке шведы активно насаждали свои язык и религию, что привело к оттоку карельского и русского населения. После заключения Столбовского мира отток приобрёл характер бегства — на протяжении XVII века в пределы Руси перебралось около 10 тысяч семей. На их место шведы переселяли финнов. В 1617 году королю на заседании Риксдага был представлен план постройки города в этом месте, который, однако, не был реализован. В 1640 году Бьёрке было подарено члену Риксрода Гансу Вахтмейстеру с учреждением одноимённого баронства, которое в скором времени было упразднено в ходе редукции, а земли снова отошли в казну. В 1706 году на мысе залива была построена первая кирха на материке (отчего мыс стал называться Киркониеми), для колокольни которой со дна подняли утопленный колокол старой кирхи.

### Российская империя
В ходе Северной войны 30 апреля (11 мая)  1710 года русский флот под командованием Петра I, вице-адмирала Крюйса и контр-адмирала Боциса отошёл от Котлина и направился к Выборгу. По пути они сделали остановку у Берёзовых островов, поэтому после взятия города один из небольших островов архипелага, два залива и посёлок были названы Петровскими. В 1719 году, несмотря на то, что приобретение этих земель ещё не было закреплено договором, указом Сената на Большом Берёзовом острове был учреждён таможенный караул, а в 1720 году имение Бьёрке было пожаловано адмиралу Крюйсу в пожизненное владение. Ништадтский мирный договор 1721 года завершил войну и оставил эти земли за Россией; Бьёрке был включён в состав Выборской провинции Санкт-Петербургской губернии. В 1722 году таможенный караул на островах был подкреплён четырьмя пушками и командой из 20 человек, а на участке морского пути от Выборга до Бьёрке была учреждена лоцманская служба.
Согласно карте Выборгского уезда, составленной гравёром А. И. Ростовцевым в 1726 году, на Берёзовых островах насчитывалось как минимум 10 поселений, а всего в этих местах к середине XVIII века жило более 2000 жителей. В 1744 году, после ещё одной русско-шведской войны, Выборгская провинция и новоприсоединённые части Финляндии образовали Выборгскую губернию. В июне 1790 года в проливе Бьёркезунд состоялась первая часть Выборгского сражения.
В 1809 году, после русско-шведской «Финской» войны, по Фридрихсгамскому миру Россия получила от Швеции всю Финляндию, Аландские острова и восточную часть Остроботнии (Похьянмаа) в «вечное» владение Российской империи. На этих территориях было провозглашено Великое княжество Финляндское, куда в 1811 году вошла и Выборгская губерния. В 1817 году поместье Бьёрке снова вернулось в казну.
Крымская война 1854—1856 годов проходила практически на всех границах России, в том числе на Балтике. Осенью 1855 года по распоряжению графа Ридигера Бьёркезунд был перекрыт минами, на Берёзовых островах и возле Бьёрке (или Койвисто, как он назывался на финский манер) появились редуты и сторожевые посты. В 1856 году английская канонерская лодка безуспешно пыталась высадить в Бьёрке десант.
10 (23) июля 1905 года на рейд у Бьёрке встали императорская яхта «Полярная звезда» с Николаем II и «Гогенцоллерн» с германским императором Вильгельмом II на борту. День спустя на борту «Полярной звезды» двумя императорами был подписан секретный союзный договор. Этот договор был личной инициативой двух императоров, и подготовка к нему оставалась тайной для Министерства иностранных дел, которое было против сближения с Германией, так что к осени того же года договор был денонсирован. Также вместе с кайзерской яхтой к Бьёрке прибыл крейсер «Берлин», устроивший показательные артиллерийские учения для двух монархов.

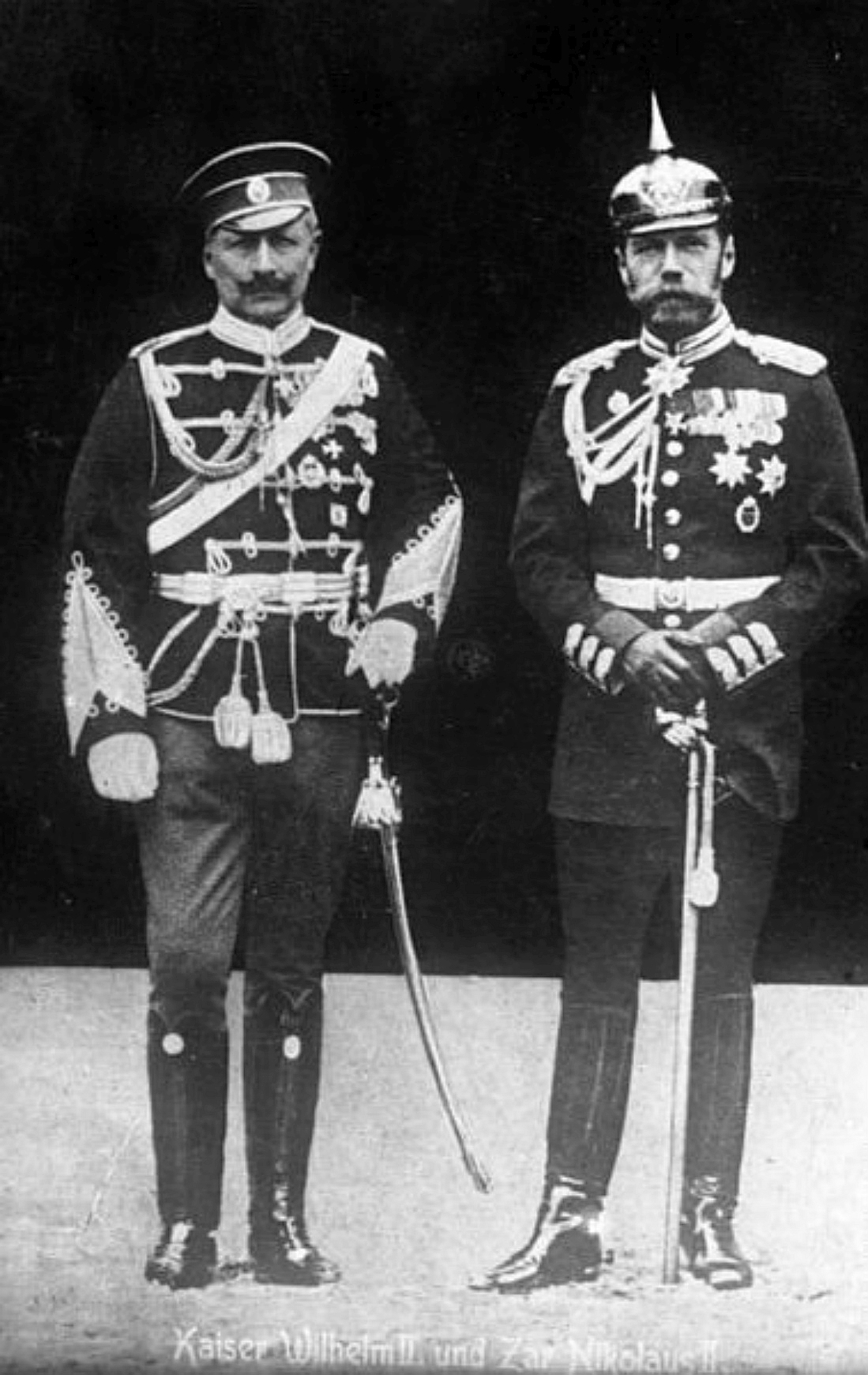
Кайзер Вильгельм II (слева) в русском мундире и Николай II (справа) в немецком во время переговоров в Бьёрке
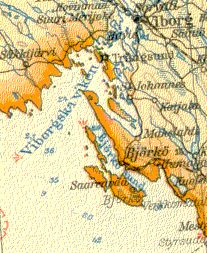
Койвисто (Бьёрке) на шведскоязычной карте 1926 года
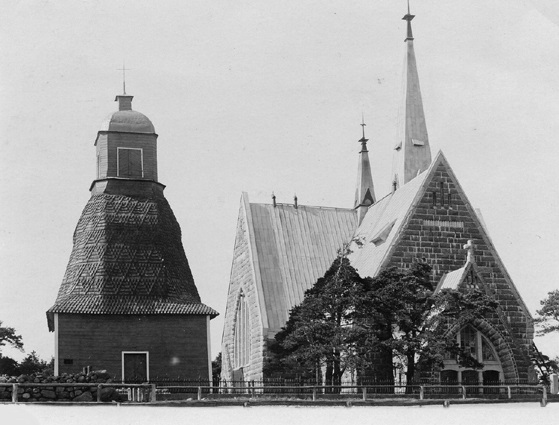
Кирха Койвисто со старой колокольней

К 1909 году встал вопрос о транспортной доступности Бьёрке. Первоначально планировалось построить железную дорогу от Перкъярви, но в итоге к лету 1915 года была построена ветка из Терийоки. Открыта для движения она была лишь 1 (14) ноября 1916 года.

### Финляндия
31 декабря 1917 года (13 января 1918 года) советское правительство предоставило независимость Финляндии, и волость Бьёрке, которая к тому моменту стала называться Ко́йвисто (фин. Koivisto), вошла в её состав. В 1919 году, в рамках военной интервенции в России с разрешения финского правительства возле Койвисто была оборудована передовая база британского флота для поддержки действий Северо-западной и эстонской армий. Для этого 4 июня в пролив Бьёркезунд вошла британская эскадра. Также в Койвисто, в районе современного Морского переулка, разместилась база финских гидросамолётов.
Посёлок Койвисто был основан 1 января 1927 года согласно указу от 30 октября 1925 года, который гласил: «Согласно распоряжению министерства внутренних дел определяется, что эта территория волости Койвисто, которая включает целиком все деревни залива Коттерлахти, а также дома № 1, 2, 4, 5, 7 и 8 деревни Тервахартела, 1 января 1927 года отделяется от общины Койвисто в отдельную общину, преобразованную в посёлок Койвисто». При планировке посёлка Койвисто территорию деревни Тервахартела разбили на куски и частично присоединили к посёлку.

### СССР
После Зимней войны, согласно Московскому мирному договору, город был присоединён к СССР и вошёл в состав Карело-Финской ССР. Во время Советско-финской войны (1941—1944) город был занят финскими войсками с 2 сентября 1941 по 18 июня 1944 гг.. Московское перемирие в 1944 году и Парижский мирный договор между СССР и Финляндией (1947), согласно которым граница на Карельском перешейке возвращались к границе, установленной Московским мирным договором 1940 года, окончательно утвердили принадлежность Приморска.
1 октября 1948 года город был переименован в Приморск.
До 1987 г. Приморск стал режимной зоной в связи с находящимся поблизости испытательным полигоном «Энергия».
По данным 1990 года в административном подчинении Приморского городского совета находился также посёлок Красный Остров.

## Население
На 1 января 2025 года по численности населения город находился на 1038-м месте из 1124 городов Российской Федерации.
| 1930  | 1938  | 1945  | 1949  | 1959  | 1970  | 1979  |
| ----- | ----- | ----- | ----- | ----- | ----- | ----- |
| 2260  | ↘2257 | ↘698  | ↗2087 | ↗3897 | ↗5521 | ↗6258 |
| 1989  | 1996  | 1998  | 2000  | 2001  | 2002  | 2005  |
| ↗6637 | ↘6500 | ↘6400 | ↘6258 | ↗6637 | ↘5332 | ↗5500 |
| 2006  | 2007  | 2008  | 2009  | 2010  | 2011  | 2012  |
| ↘5400 | →5400 | →5400 | ↘5262 | ↗6119 | ↘6100 | ↘6009 |
| 2013  | 2014  | 2015  | 2016  | 2017  | 2018  | 2019  |
| ↘5892 | ↘5782 | ↗5791 | →5791 | ↘5739 | ↘5682 | ↘5623 |
| 2020  | 2021  | 2023  | 2024  | 2025  |       |       |
| ↘5566 | ↗6537 | ↘6393 | ↘6334 | ↘6271 |       |       |

## Экономика
В настоящее время градообразующими предприятиями являются:
- ООО «Транснефть — Порт Приморск» ориентированный на прием нефти и нефтепродуктов их магистральных нефтепроводов, их хранение и отгрузку в танкеры в интересах нефтяных компаний Российской Федерации
- ООО «Приморский торговый порт» — крупнейшая стивидорная компания на Северо-Западе Российской Федерации[48]

## Порт Приморск
Морской торговый порт Приморск — нефтеналивной порт, конечная точка Балтийской трубопроводной системы. Название порту было присвоено 12 декабря 2000 года. Является самым крупным портом по перевалке нефти и нефтепродуктов в Северо-Западном регионе России. Грузооборот порта: 2008 год — 75,6 млн.т.; 2009 год — 79,1 млн.т.

## Транспортное сообщение
Город связан с другими городами автомобильным, железнодорожным и морским транспортом. Железнодорожное сообщение существует по направлению Финляндского вокзала: Санкт-Петербург — Зеленогорск — Приморск — Выборг, прямое автобусное сообщение от петербургской станции метро «Парнас».
Старый вокзал в скандинавском стиле был снесён в начале 1950-х годов.

## Достопримечательности
- Лютеранская кирха святой Марии Магдалины (1900—1904, неоготика с элементами модерна). Архитектор Йозеф Стенбек.
- Краеведческий музей.
- «Банка» («Стакан») — бетонное сооружение — пирс, на котором испытывался первый советский атомный ледокол «Ленин». На ней присутствует гигантская цепь для швартовки этого ледокола.
- Развалины финского полевого госпиталя и дача подруги Маннергейма.
- В Приморске, городе с населением около 5 тыс. человек, имеется 8 различных религиозных общин: православная, лютеранская, община миролюбия, церковь двенадцати апостолов и др.
- Памятники героям Великой Отечественной войны, братские могилы, мемориальное военное кладбище.
- Живописный каменный мол финской постройки.
- Ряд песчаных пляжей с красивыми видами.
- На территории города находится ряд живописных и несколько курьёзных своей роскошью дач «новых русских» постройки начала 1990-х годов (часть из них разрушается).

## Фотогалерея

Виды Приморска
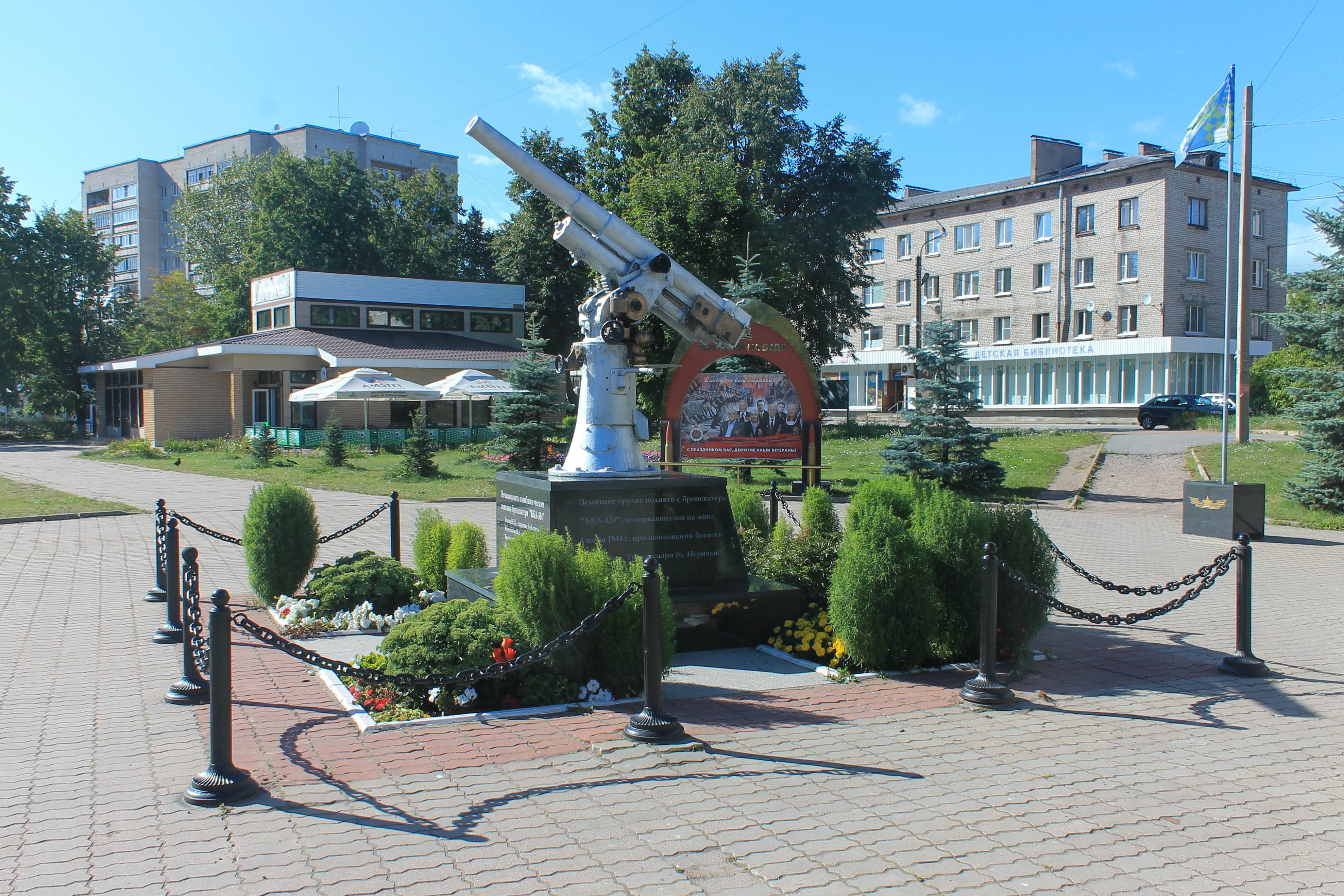
Центр города
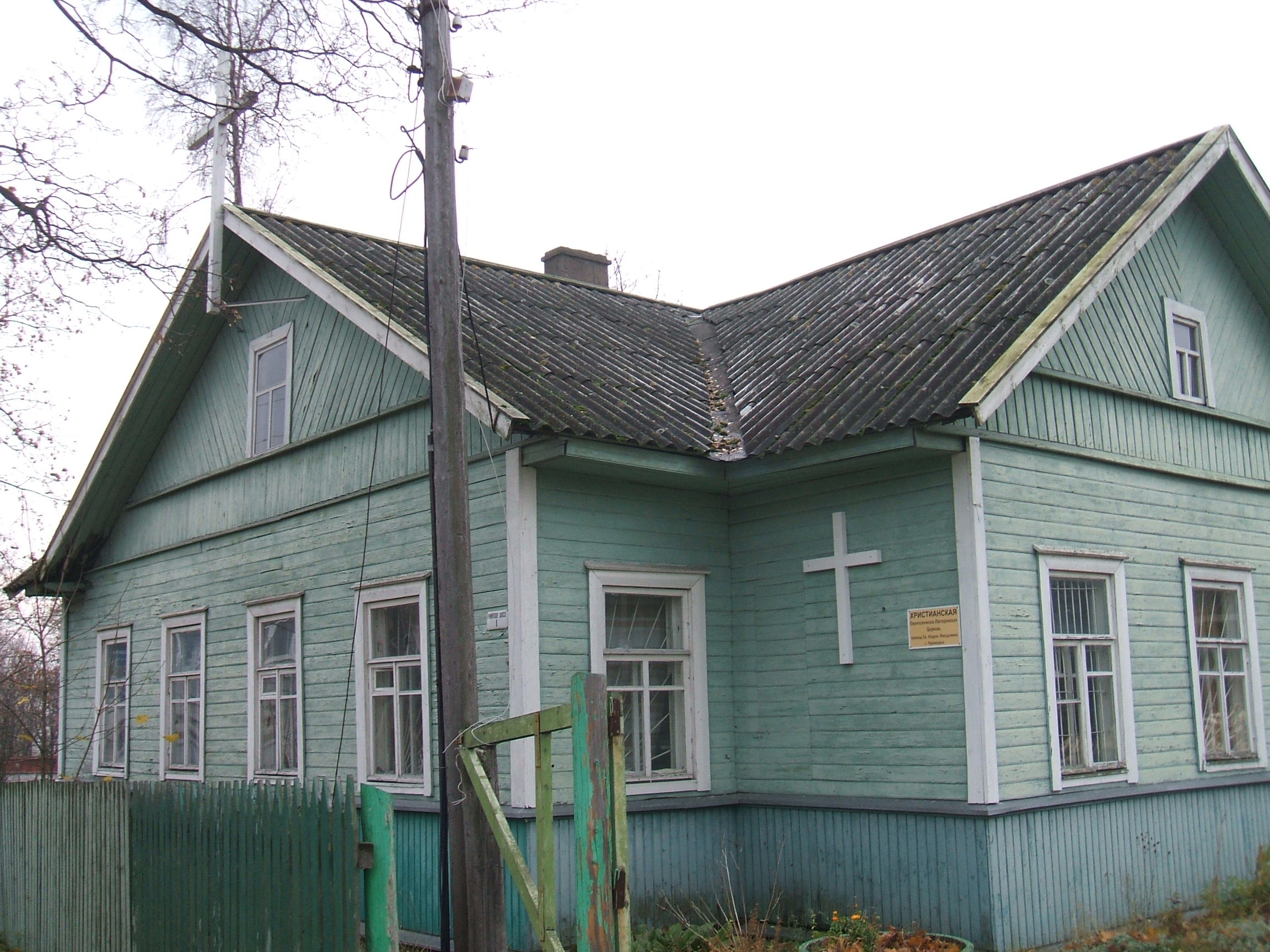
Церковь прихода святой Марии Магдалины
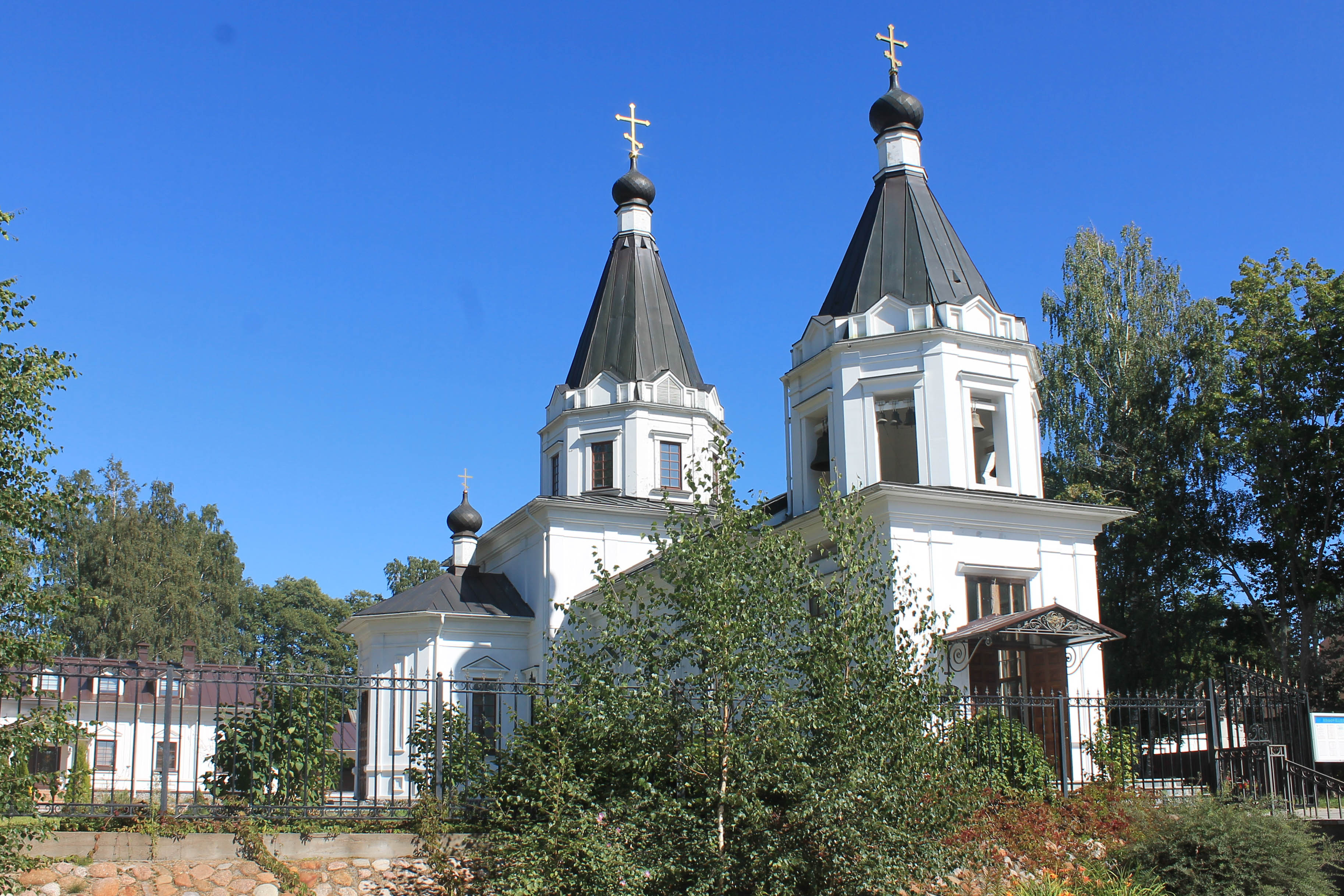
Церковь новомучеников и исповедников Российских
Памятник Герою Советского Союза Н. М. Лебедеву